# Reinier Camminga

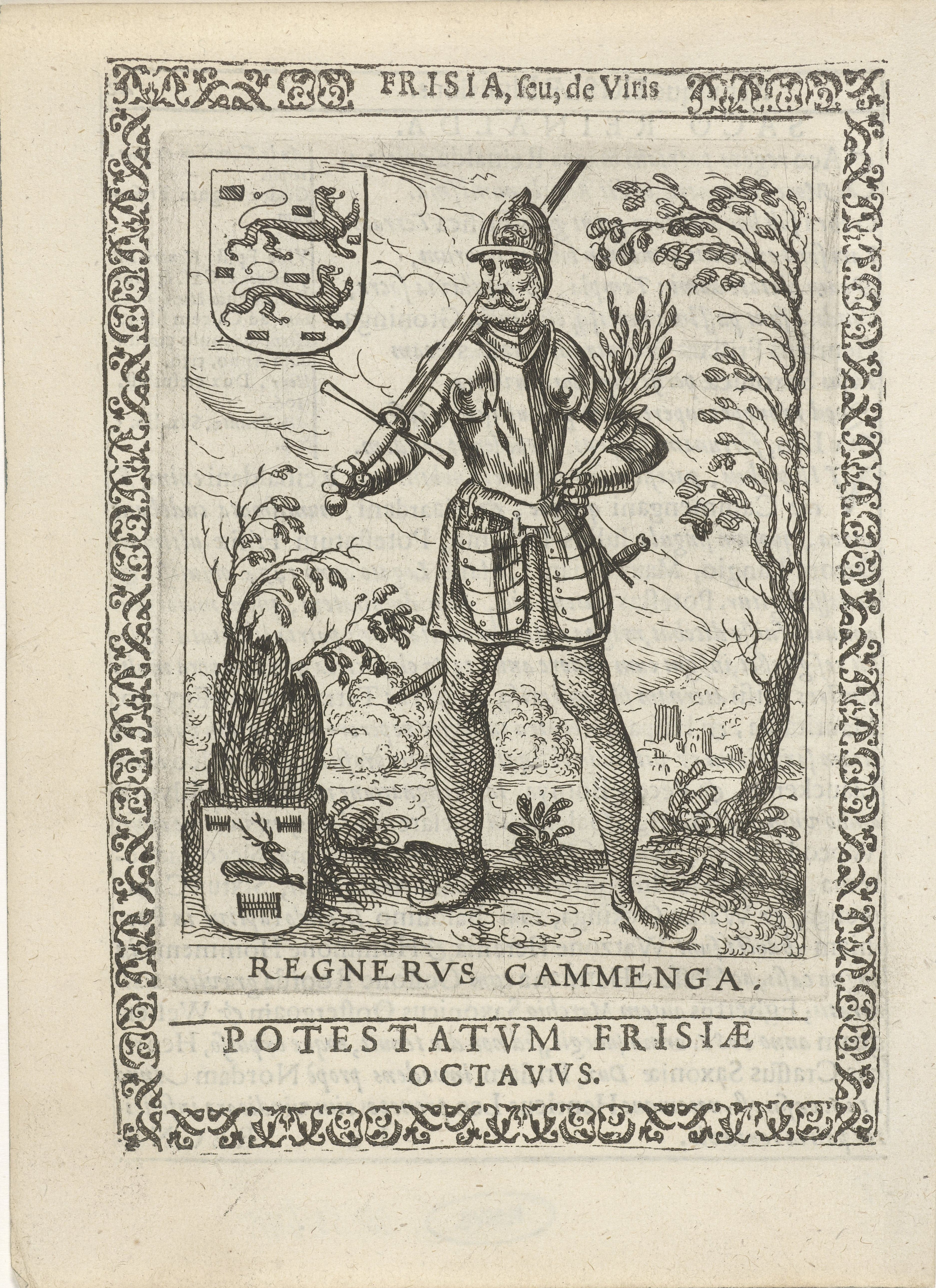
Reinier Camminga

Reinier Camminga was een figuur uit een sage betreffende de geschiedenis van Friesland. Over zijn waarachtige historiciteit bestaan geen bronnen, noch bewijzen.
De sage omvat de volgende onderdelen:
Camminga (gekozen ca. 1300 - 1306) zou de negende potestaat van Friesland zijn geweest.
Reijner Haijes Camminga was aanvoerder toen de Denen in 1306 wegens geschillen met de Friezen een inval in Oostergo hadden gewaagd. 
Occo Scarlensis schrijft over een hardnekkig gevecht waarna de Denen nabij de Lauwers verslagen werden. Dit zou dan tegen Erik VI van Denemarken moeten zijn geweest.